# Nadia Tkatjenko
Nadia Volodymyrivna Tkatjenko (ukrainska: Надія Володимирівна Ткаченко; ryska: Надежда Владимировна Ткаченко: Nadezjda Vladimirovna Tkatjenko), född den 19 september 1948 i Krementjuk, Ukrainska SSR, Sovjetunionen, är en sovjetisk friidrottare inom mångkamp.
Hon tog OS-guld i femkamp vid friidrottstävlingarna 1980 i Moskva. 